# Eudoxinna
Eudoxinna is een geslacht van vliesvleugeligen uit de familie Eurytomidae. De wetenschappelijke naam van dit geslacht is voor het eerst geldig gepubliceerd in 1864 door Walker.

## Soorten
Het geslacht Eudoxinna is monotypisch en omvat slechts de volgende soort:
- Eudoxinna transversa (Walker, 1862)